# Liste de races animales de Suisse

## Races bovines

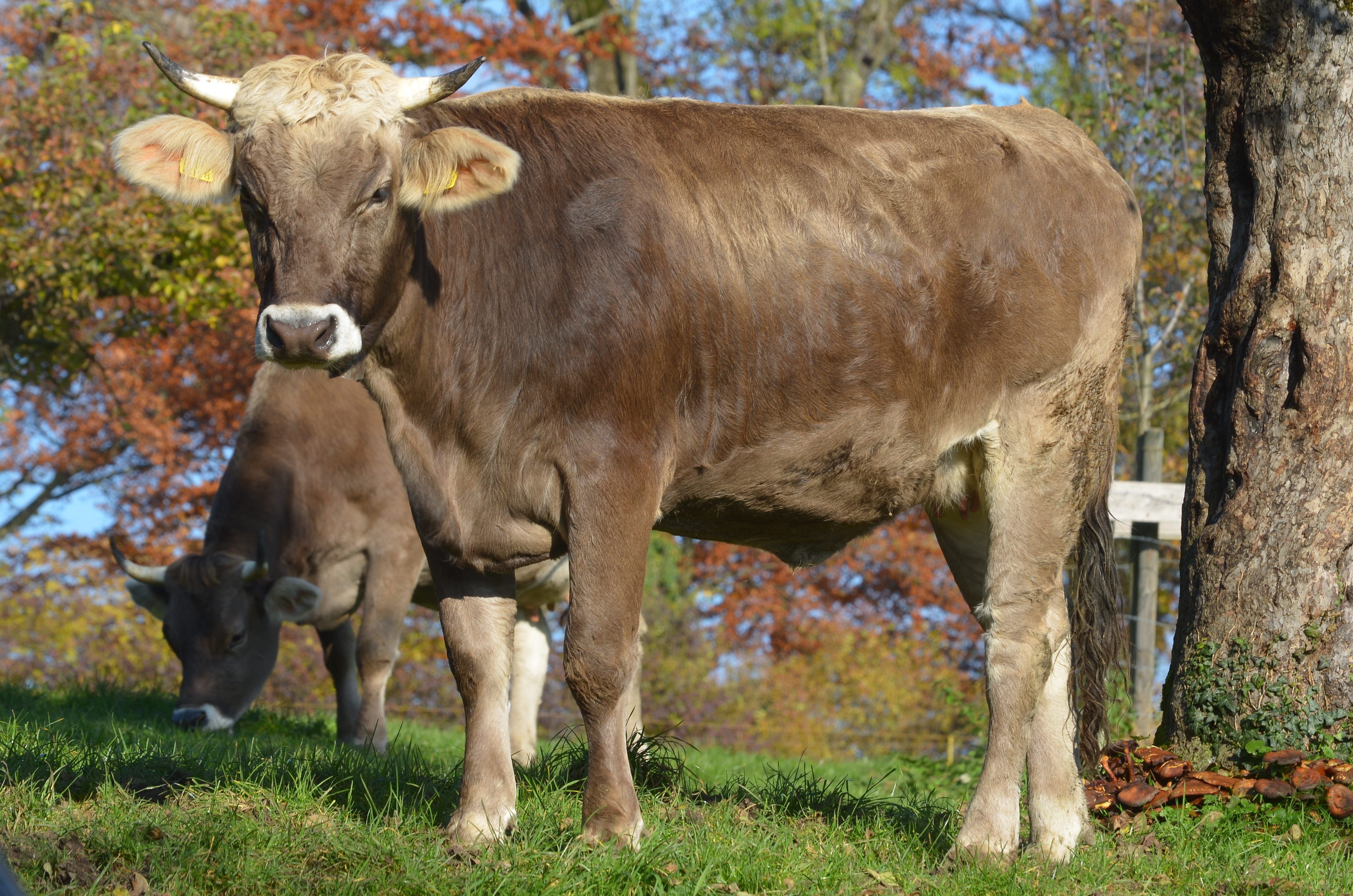
Braunvieh
- Brune
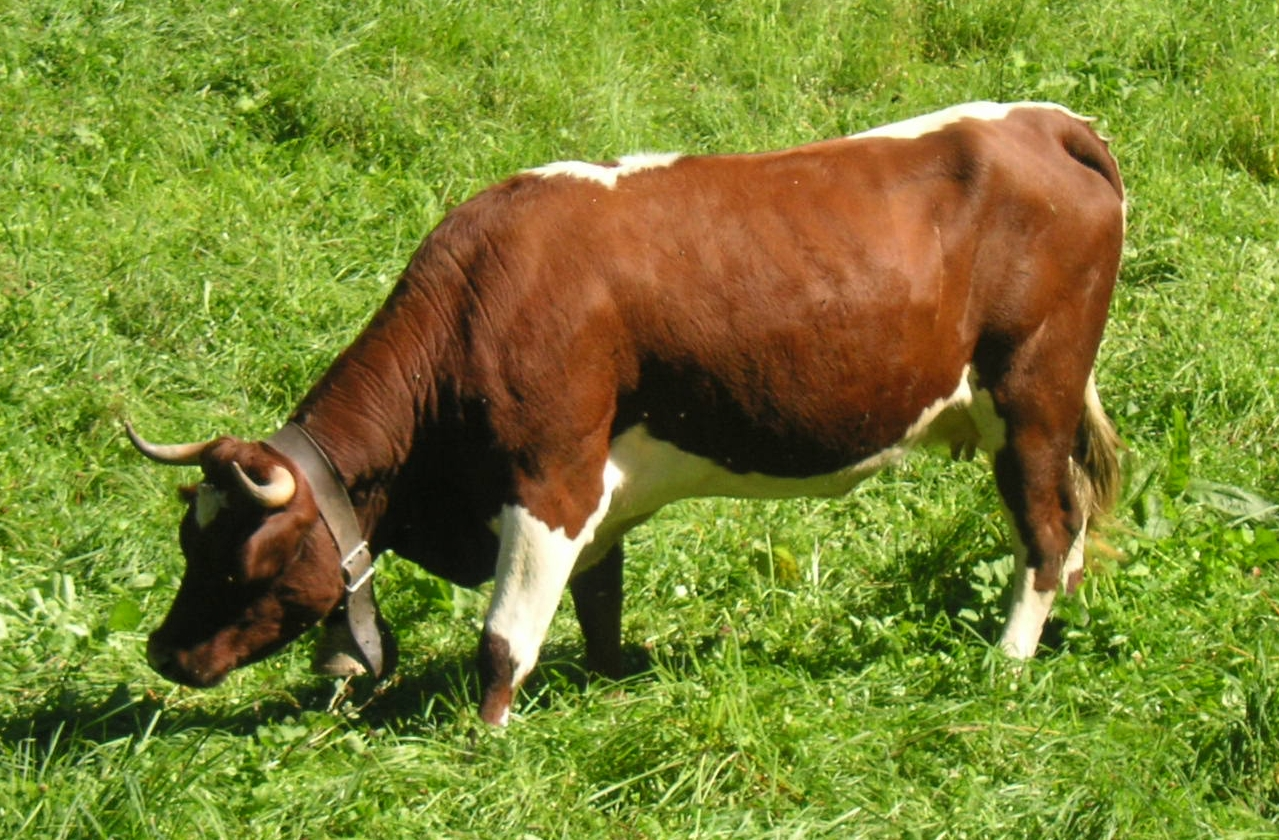
Évolène
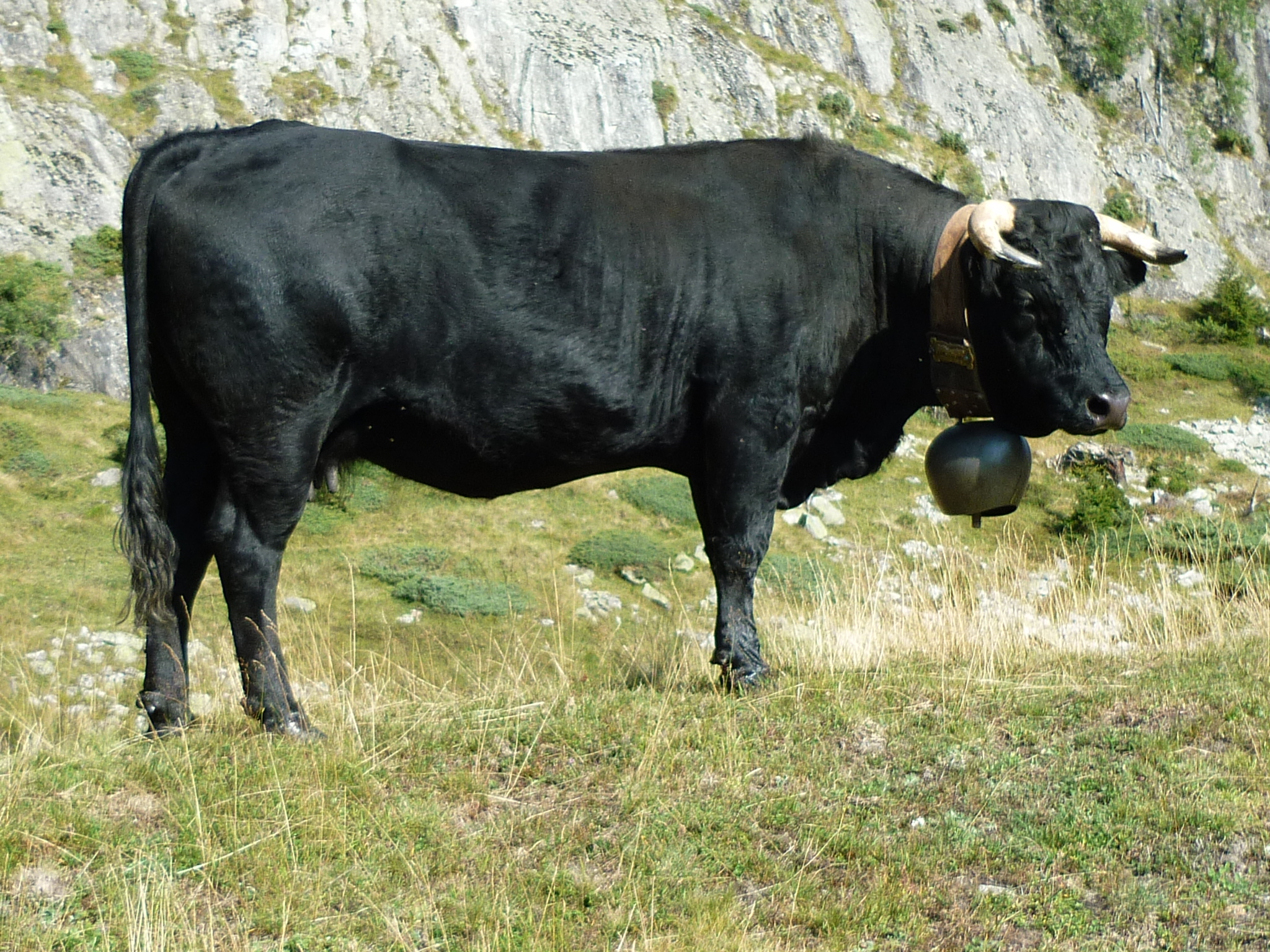
Fribourgeoise
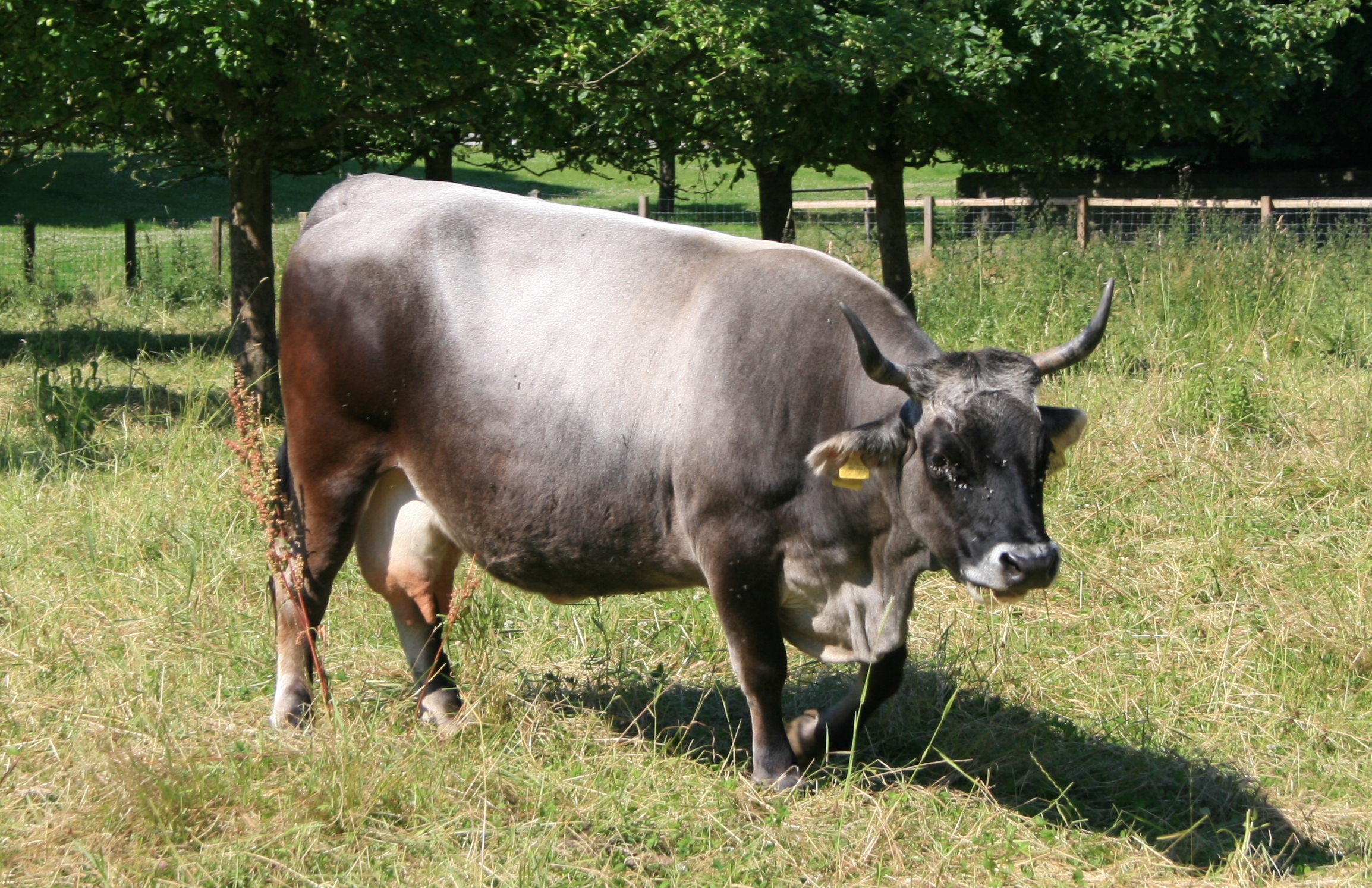
Grise rhétique
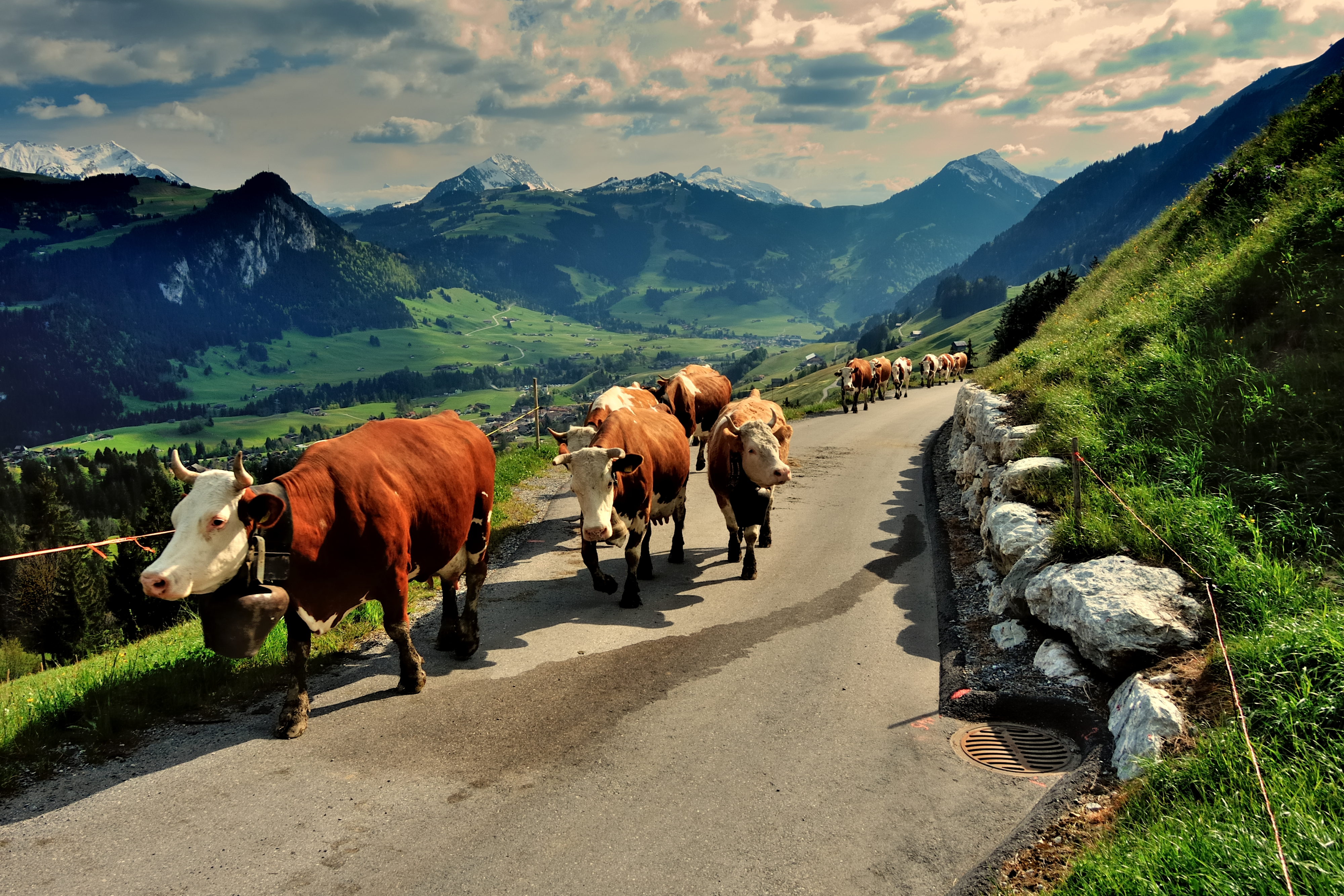
Simmental
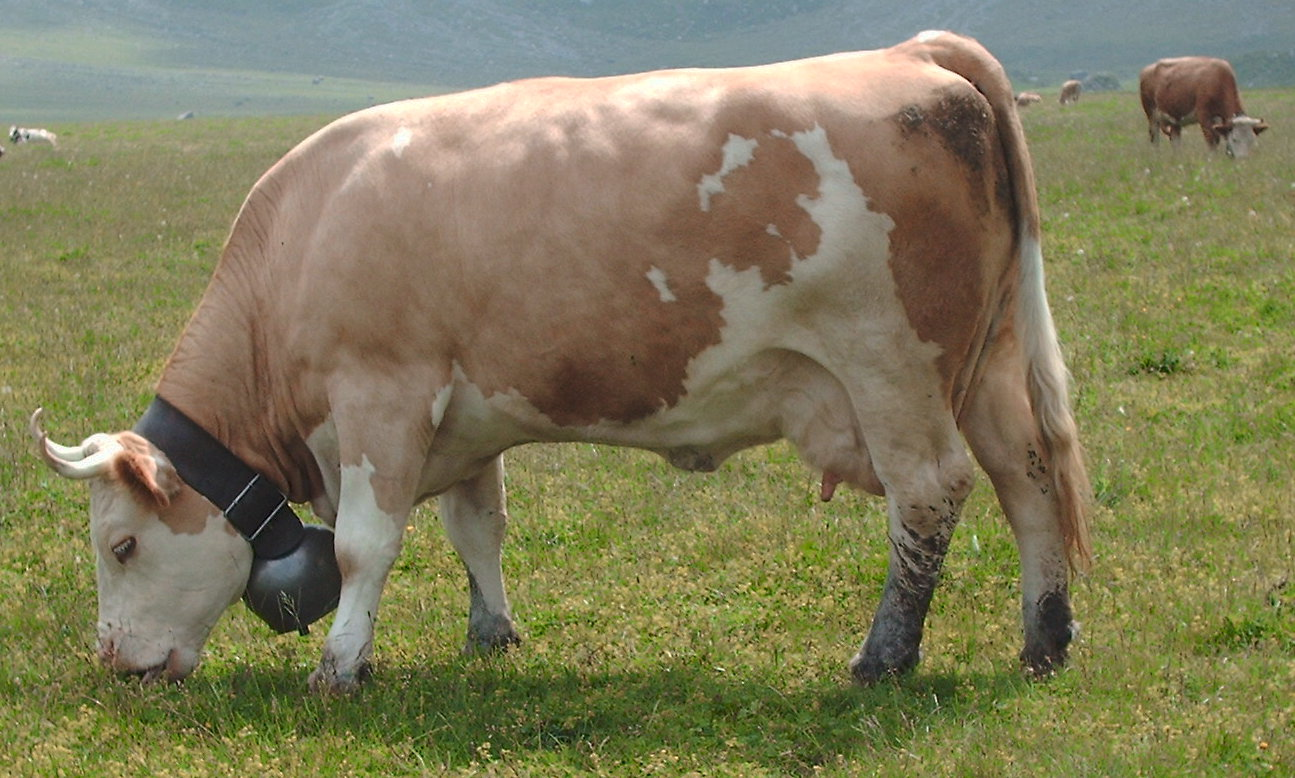
Simmental de type ancien

- Vache d'Hérens
- Vache d'Hinterwald[1]

- Braunvieh
- Évolène
- Hérens
- Grise rhétique
- Simmental
- Simmental de type ancien

## Races caprines
- Alpine

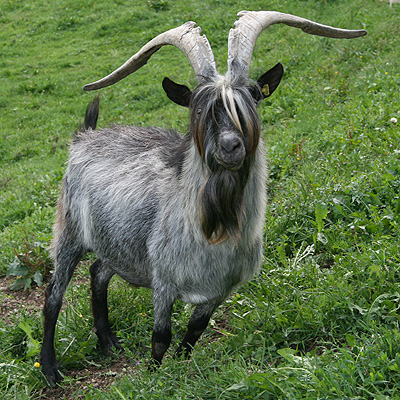
Un bouc de la race chèvre grise des montagnes

- Chèvre grise des montagnes (Capra Grigia)[2]
- Chèvre d'Appenzell
- Chèvre col gris[3]
- Chèvre à col noir du Valais
- Chèvre bottée
- Chèvre du Toggenbourg
- Chèvre grisonne à raies
- Chèvre Paon
- Chèvre du Simplon (Capra Sempione)[4]
- Chèvre col fauve[5]
- Nera Verzasca[6]
- Saanen

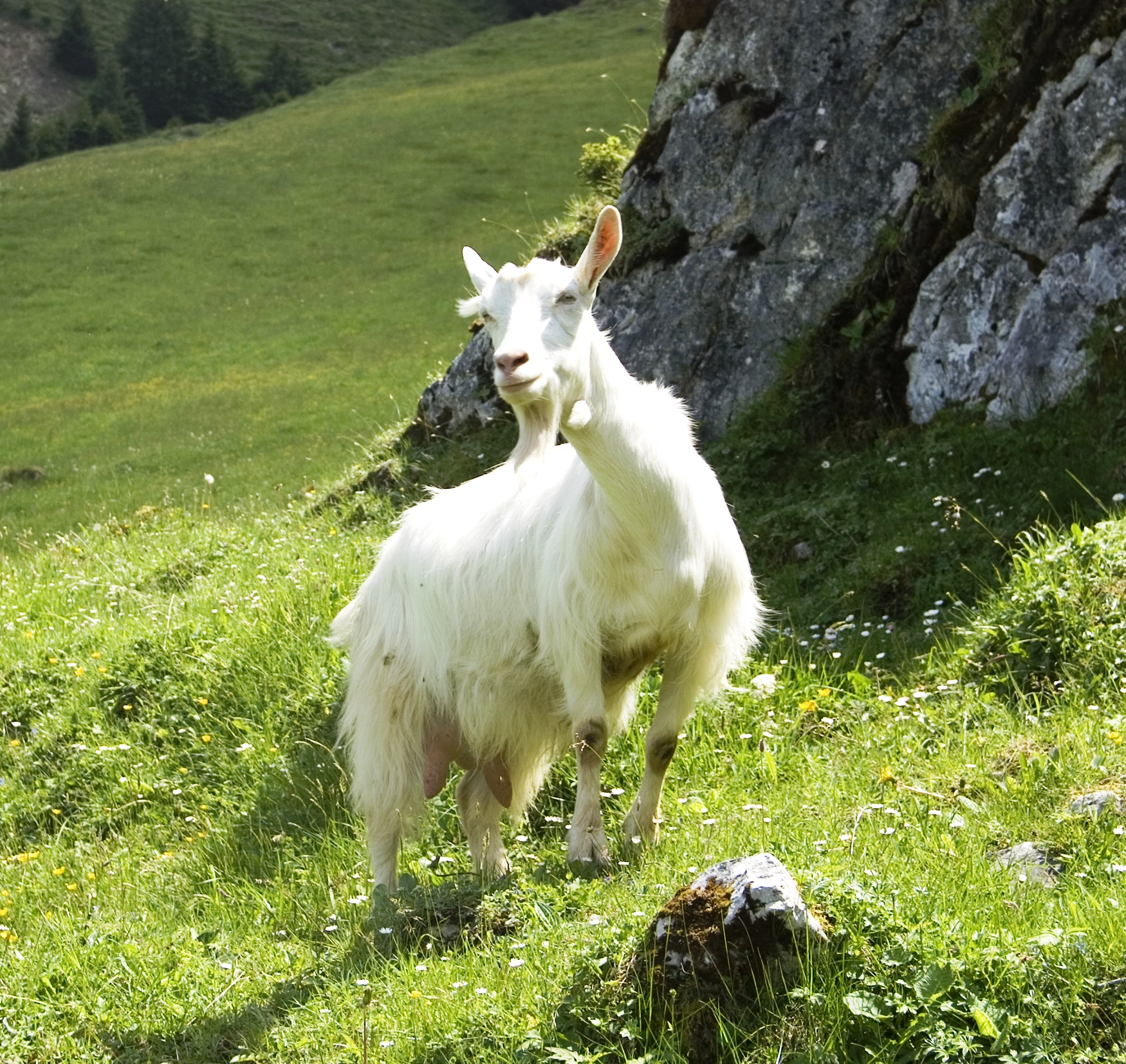
Chèvre d'Appenzell
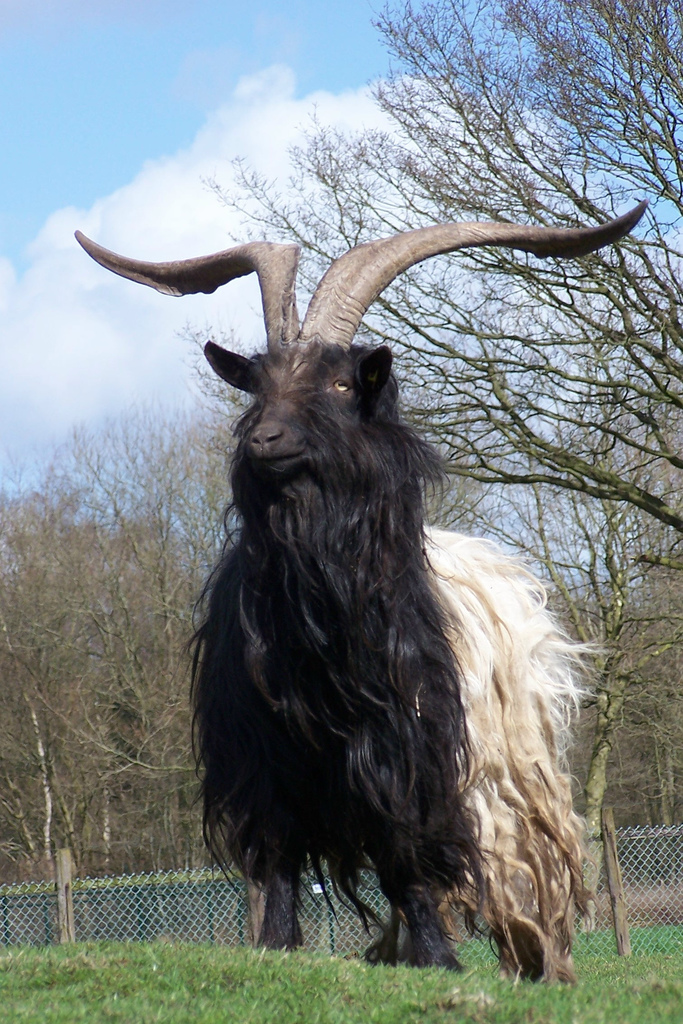
Chèvre à col noir du Valais
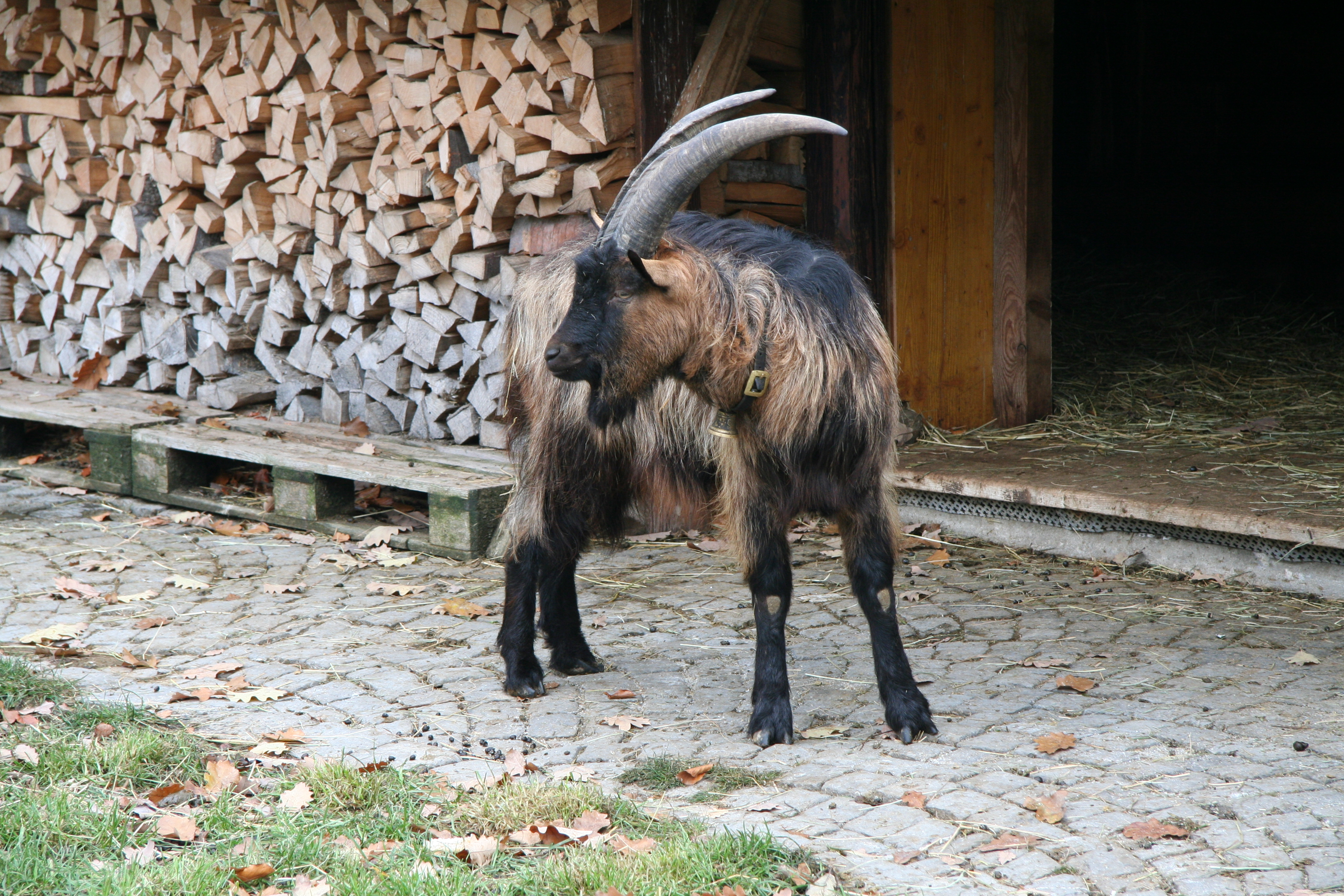
Chèvre bottée
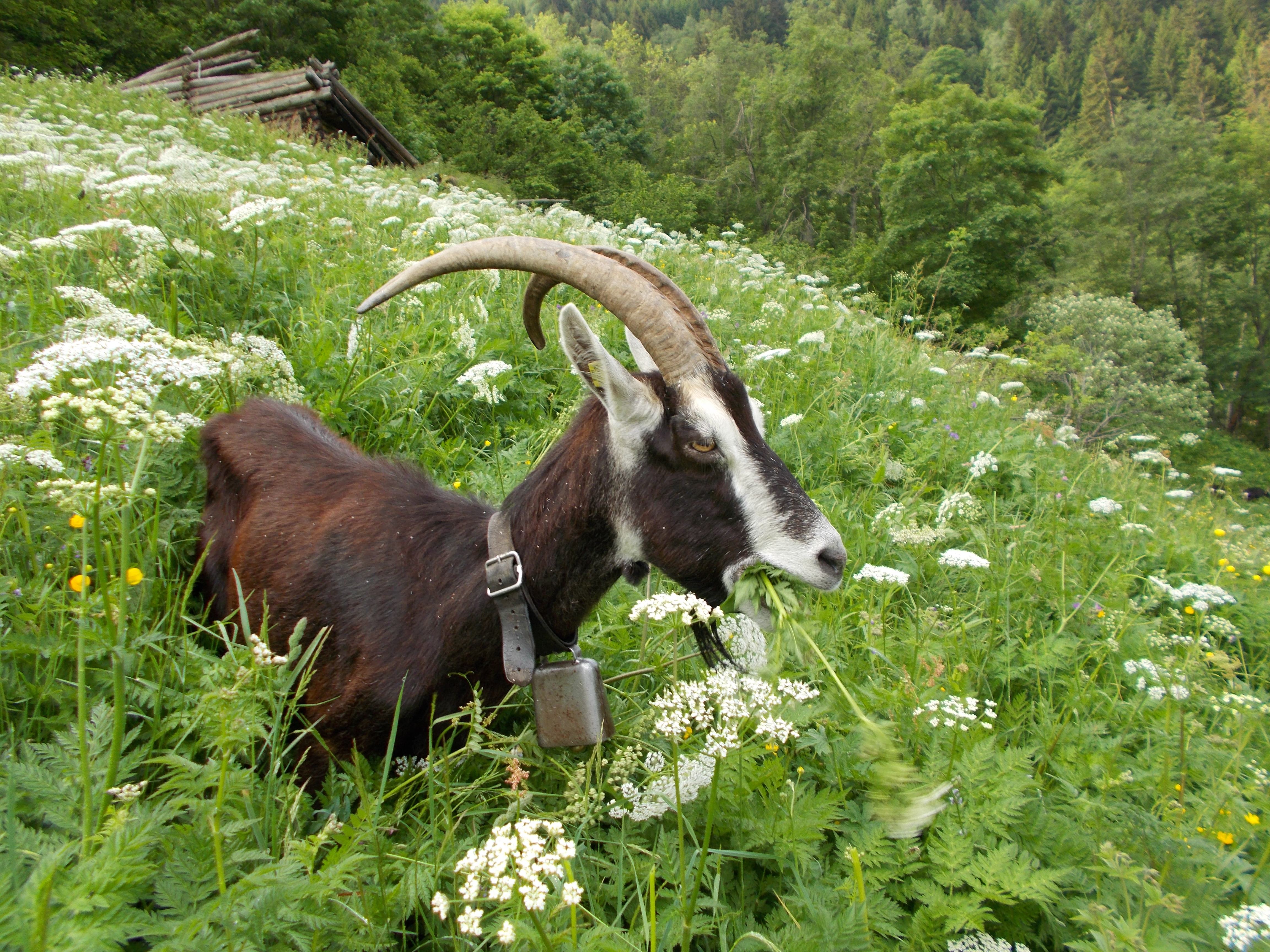
Chèvre grisonne à raies
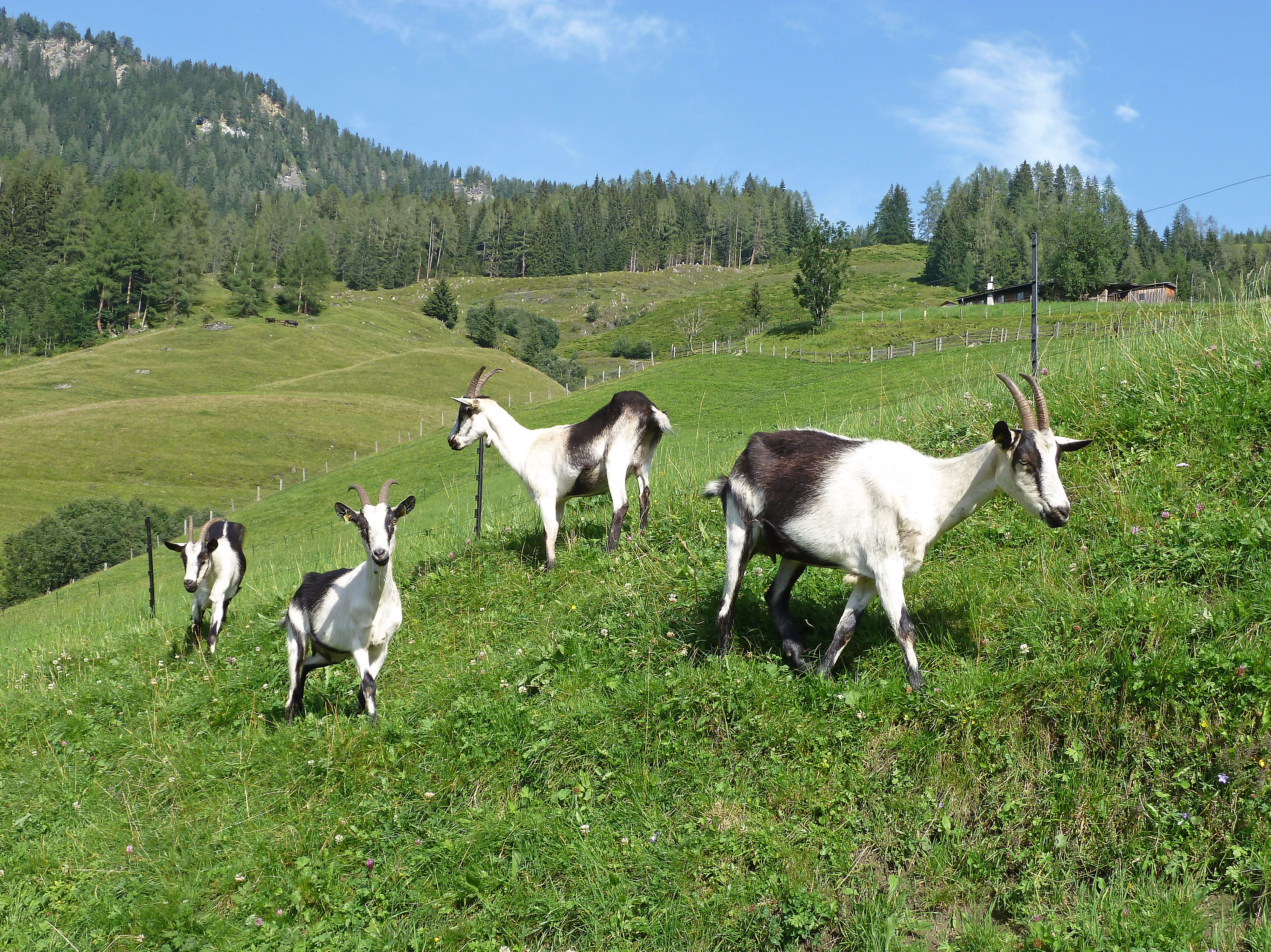
Chèvre Paon
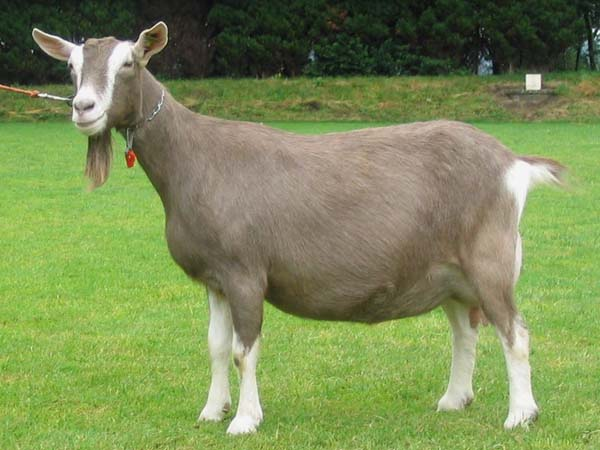
Chèvre du Toggenbourg

## Races chevalines
- Cheval d'Erlenbach
- Einsiedler

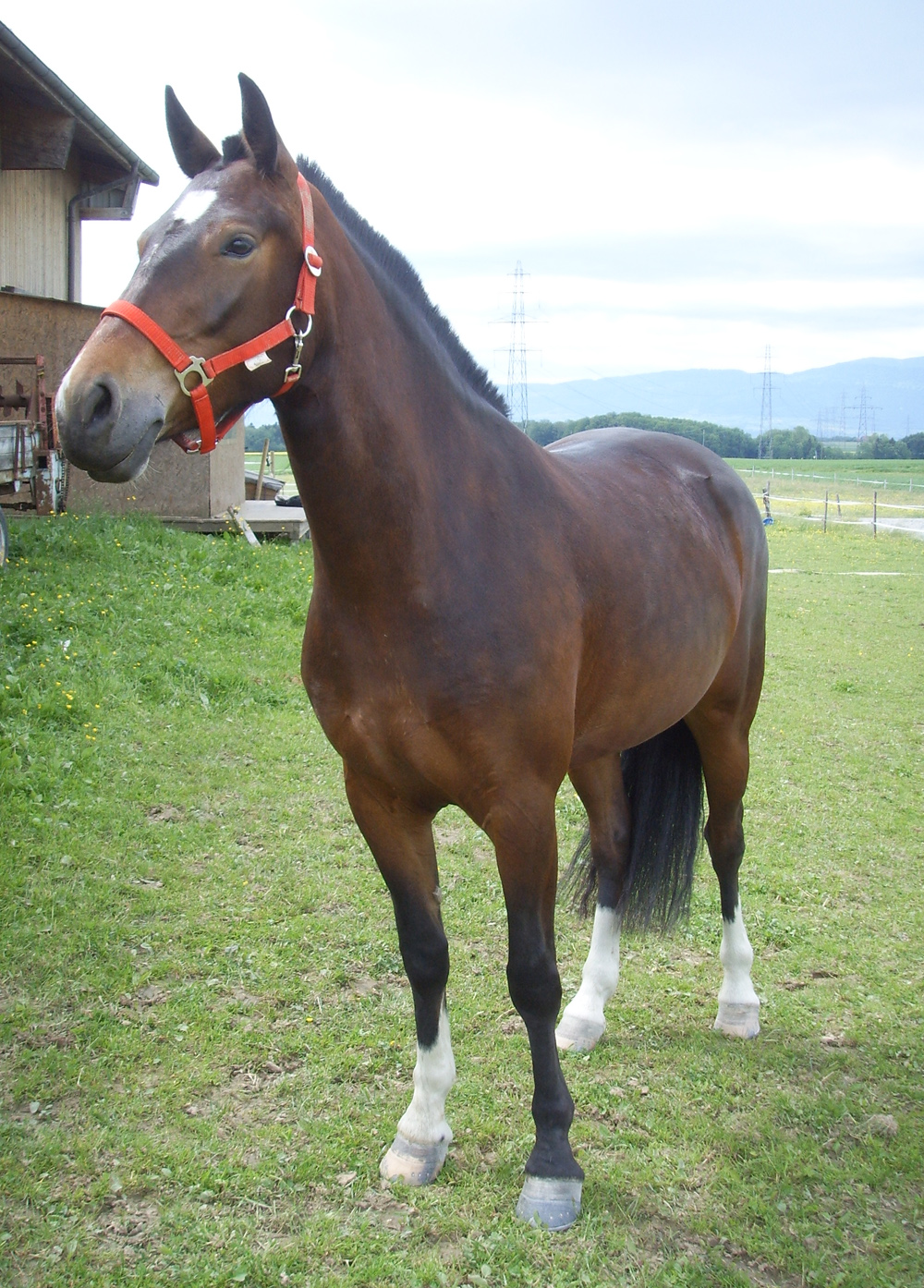
Franches-Montagnes
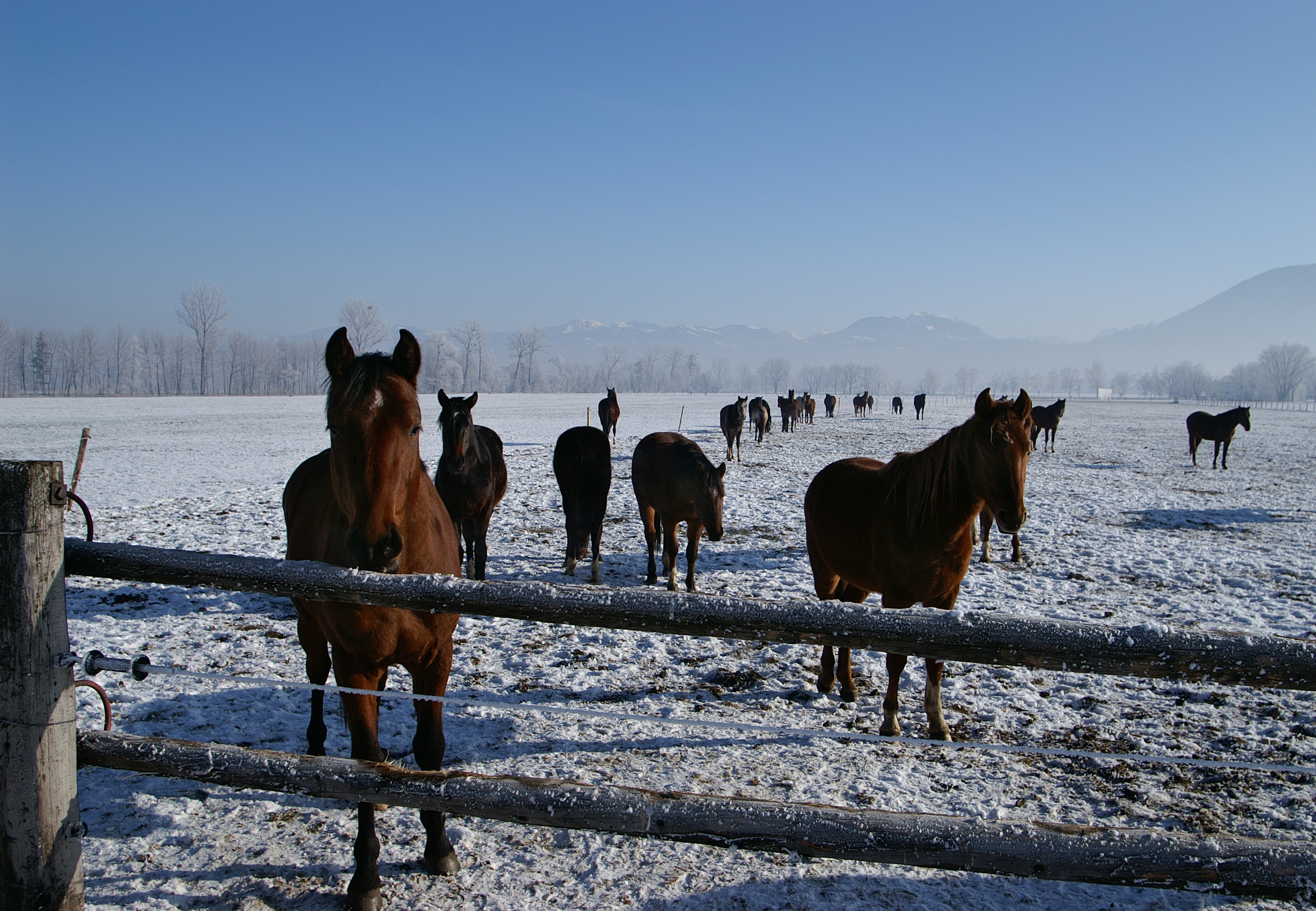
Des jeunes Einsiedler

- Franches-Montagnes
- Des jeunes Einsiedler

## Races de chiens

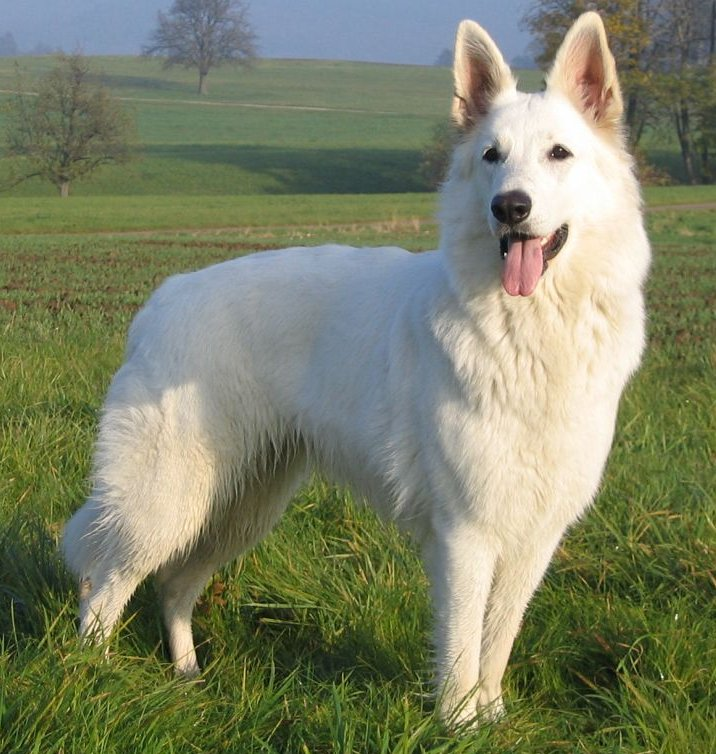
Berger blanc suisse
- Berger noir suisse
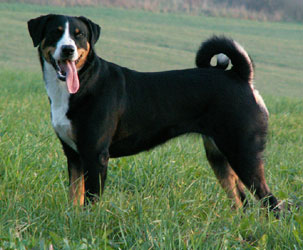
Bouvier de l’Appenzell
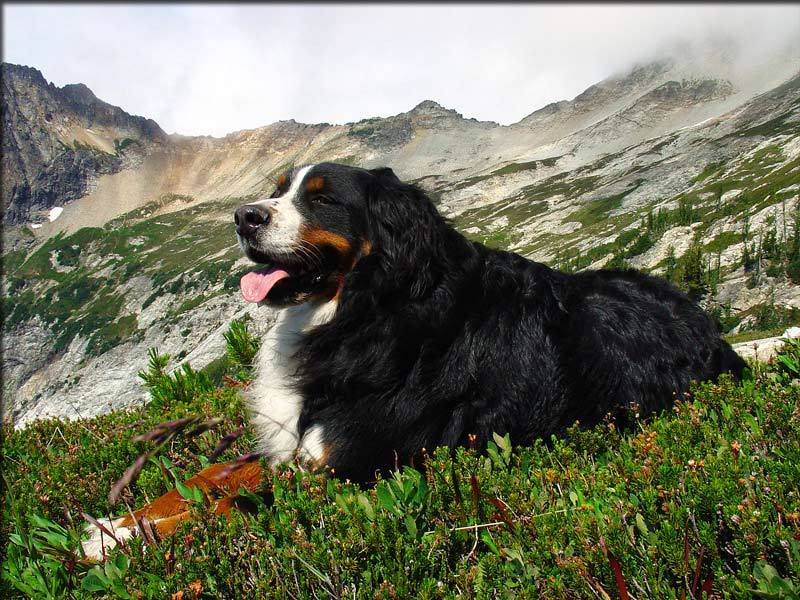
Bouvier bernois
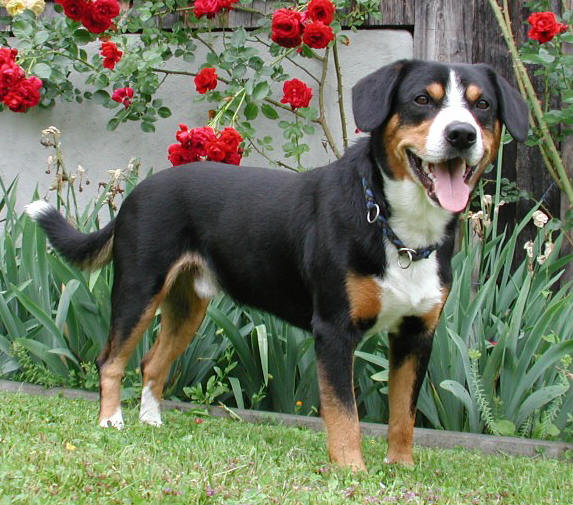
Bouvier de l'Entlebuch
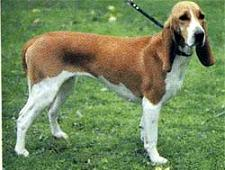
Chien courant suisse
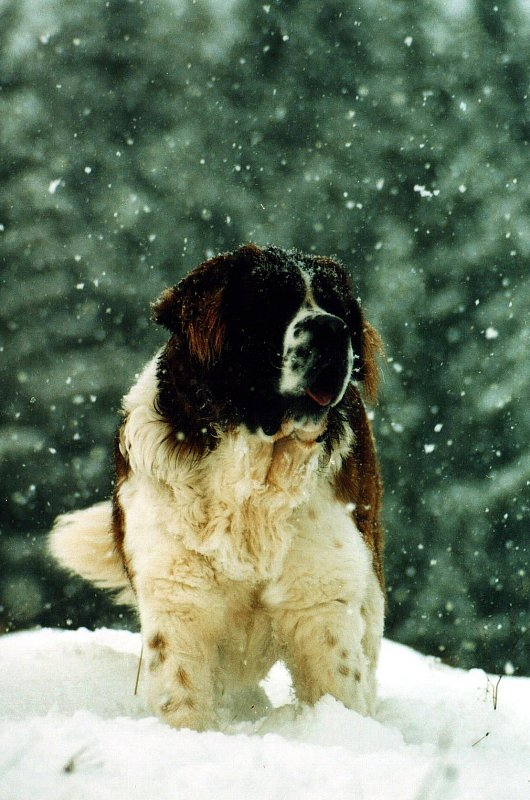
Chien du Saint-Bernard
- Continental Bulldog
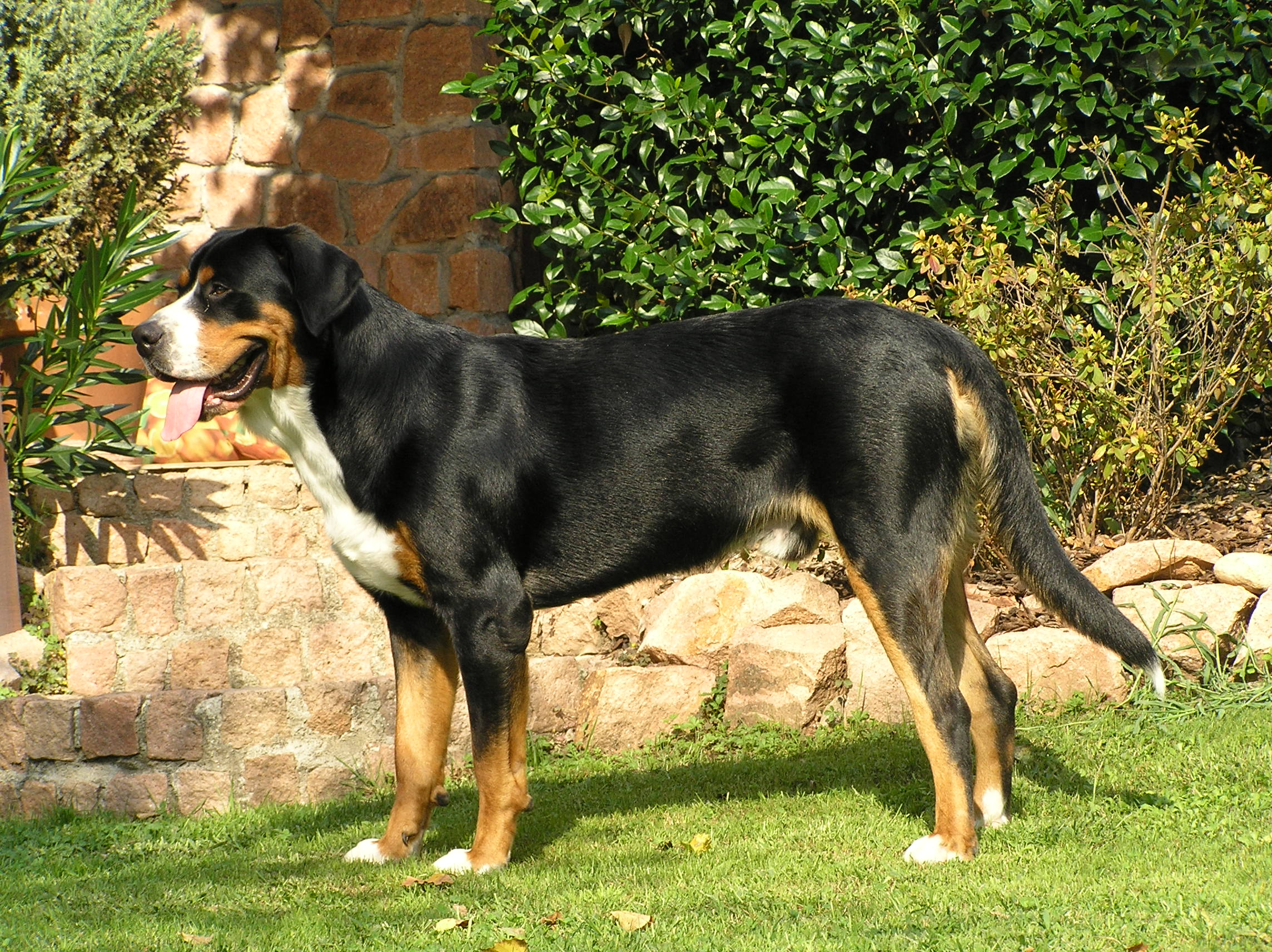
Grand bouvier suisse
- Petit chien courant suisse

- Berger blanc suisse
- Bouvier de l’Appenzell
- Bouvier bernois
- Bouvier de l'Entlebuch
- Chien courant suisse
- Chien du Saint-Bernard
- Grand bouvier suisse

## Races ovines
- Blanc des Alpes[7]
- Brun noir du pays[7]
- Charollais suisse[7]
- Île-de-France suisse[7]
- Lötschen noir (race éteinte)
- Mouton des Grisons (Bündner Oberland)
- Mouton d'Engadine[8]
- Mouton miroir[9]
- Mouton de l'Oberland Grison[10]
- Mouton de Saas[11]
- Mouton Viège (race éteinte)
- Nez noir du Valais[7]
- Roux du Valais
- Petit Roux de Bagnes (race éteinte)
- Skudde[12]

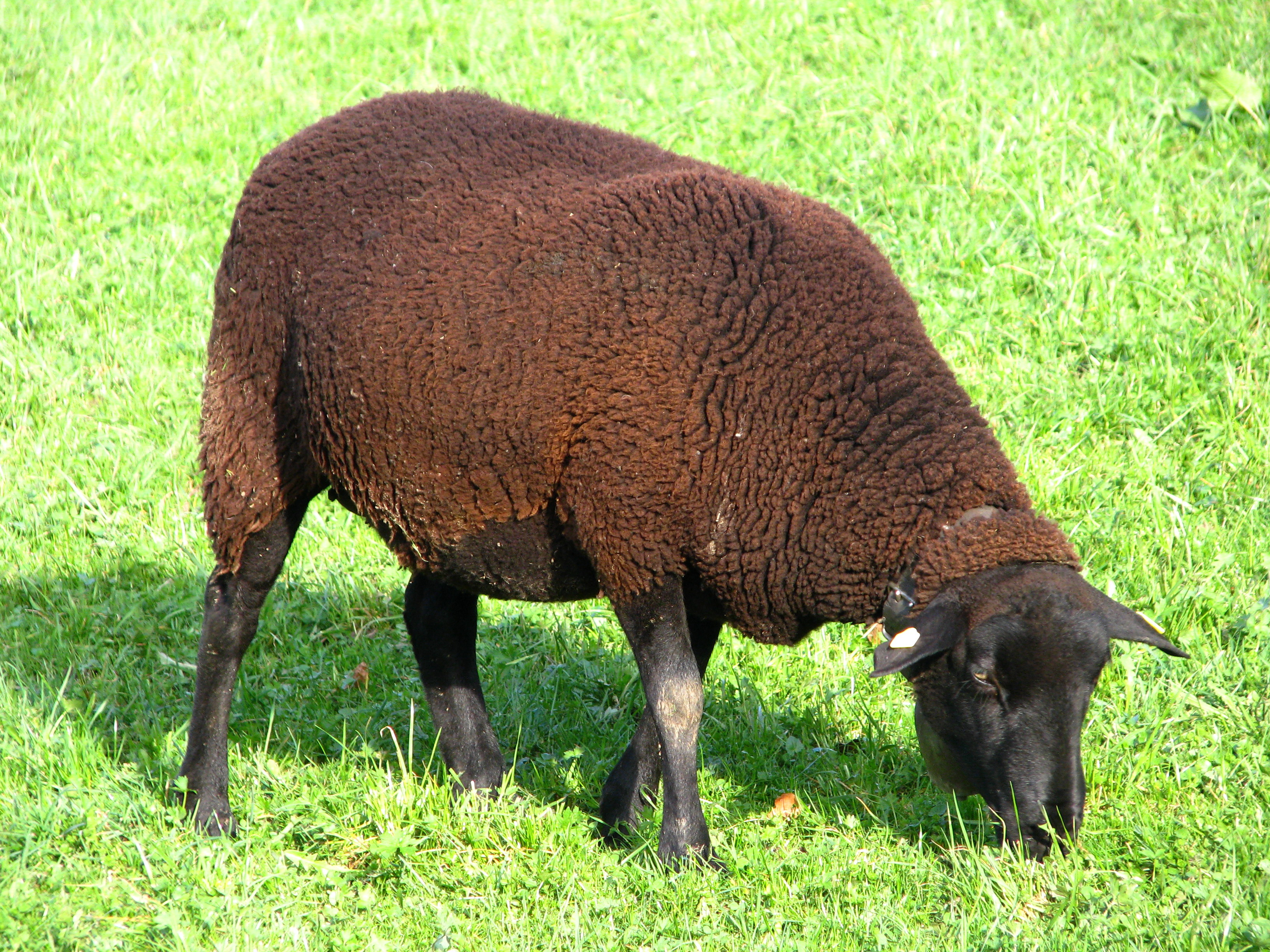
Brun noir du pays
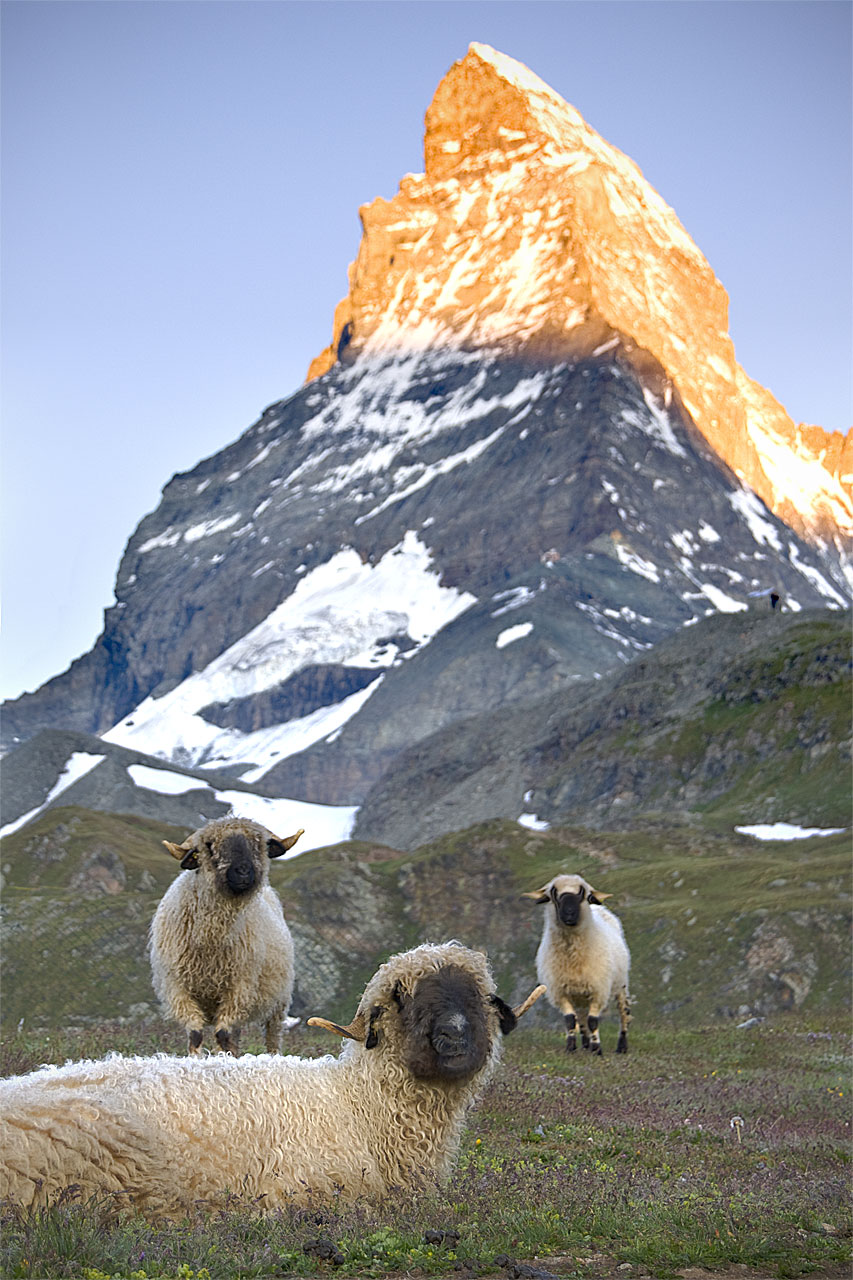
Nez noir du Valais devant le Cervin

## Races de pigeons
- Ailes colorées de Saint-Gall
- Alouette bernoise
- Argovien à queue blanche
- Boulant suisse
- Eichbühler
- Lucernois à col doré
- Pigeon suisse unicolore

## Races de poule
En Suisse, 89 grandes races et 58 races naines sont reconnues.
- Originaire de Suisse

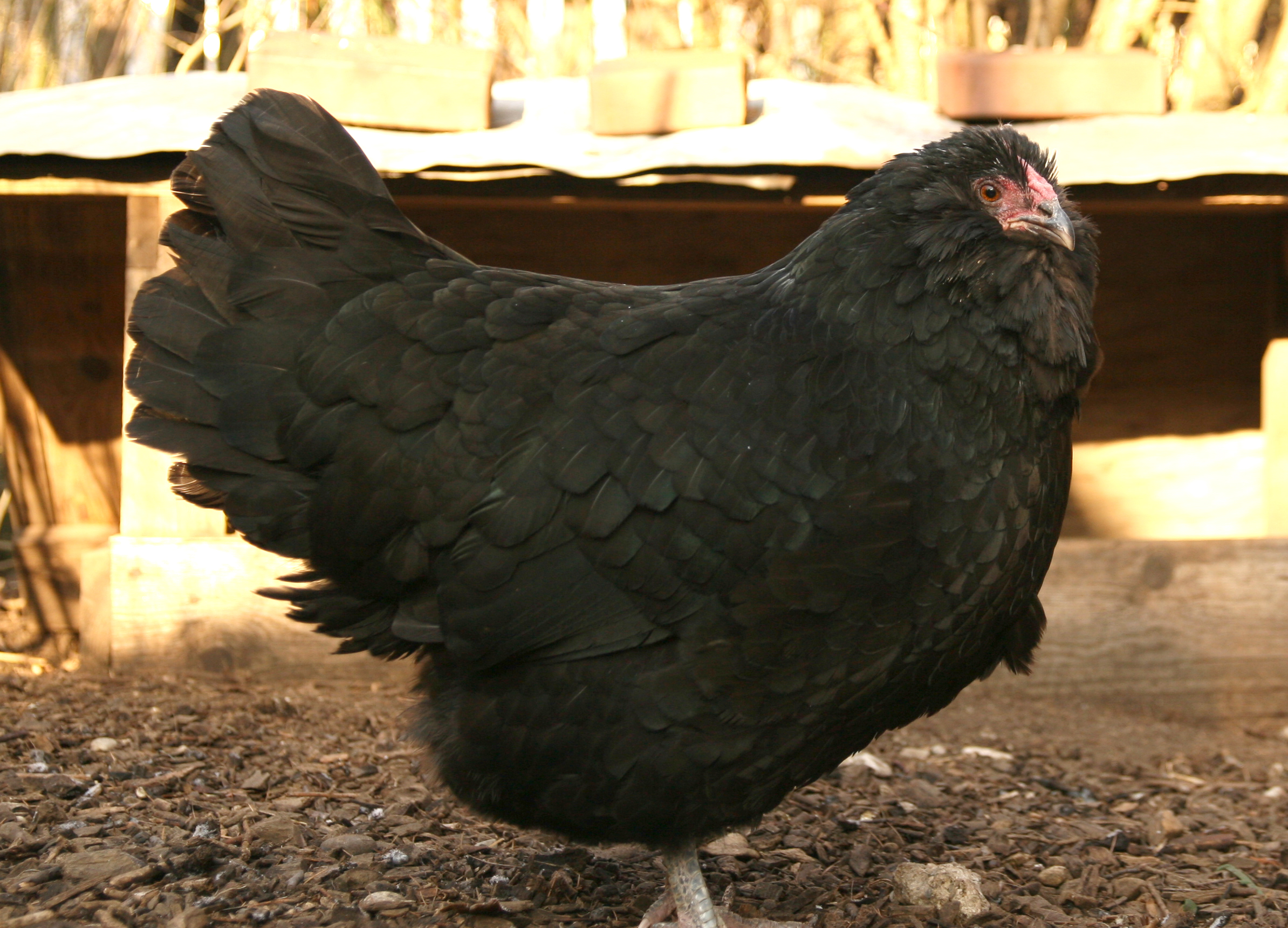
Appenzelloise barbue
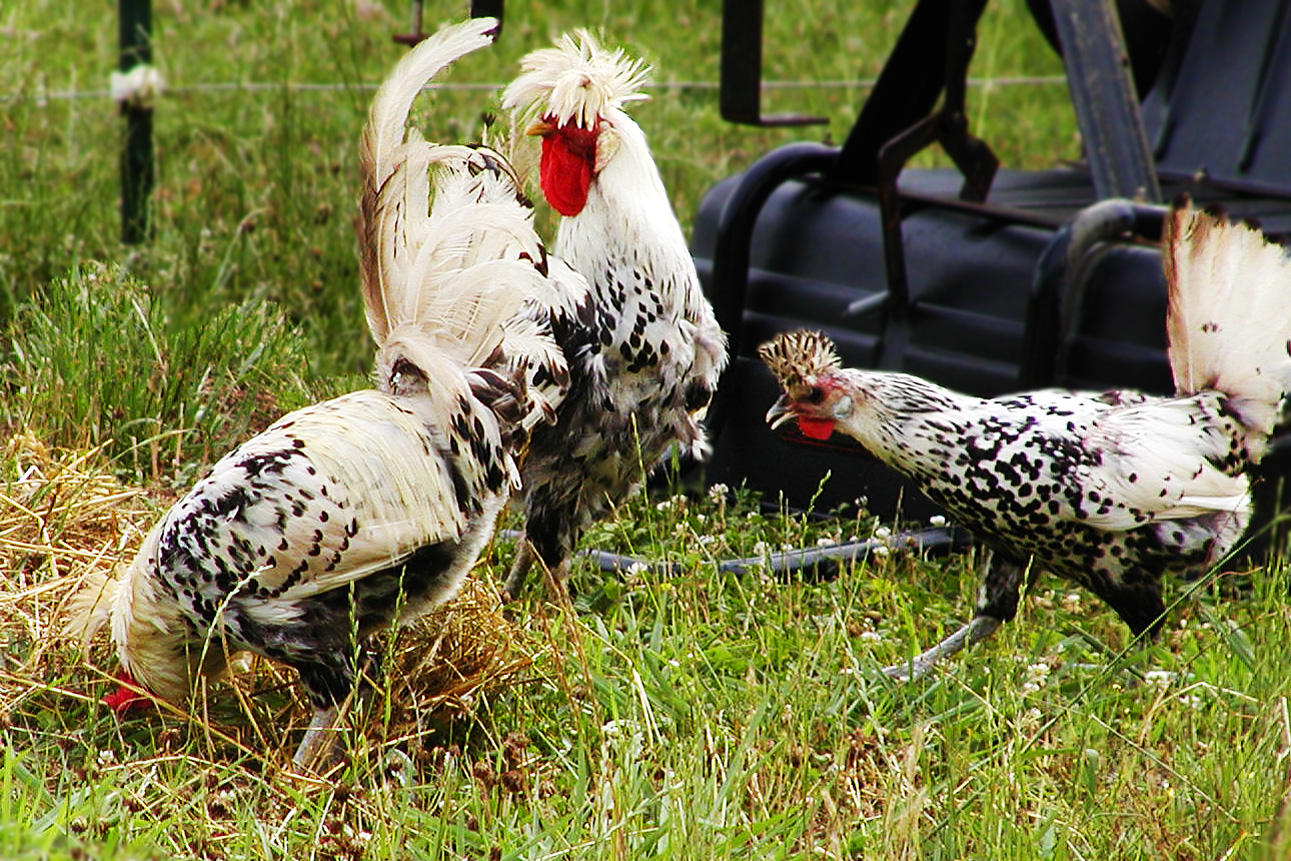
Appenzelloise huppée
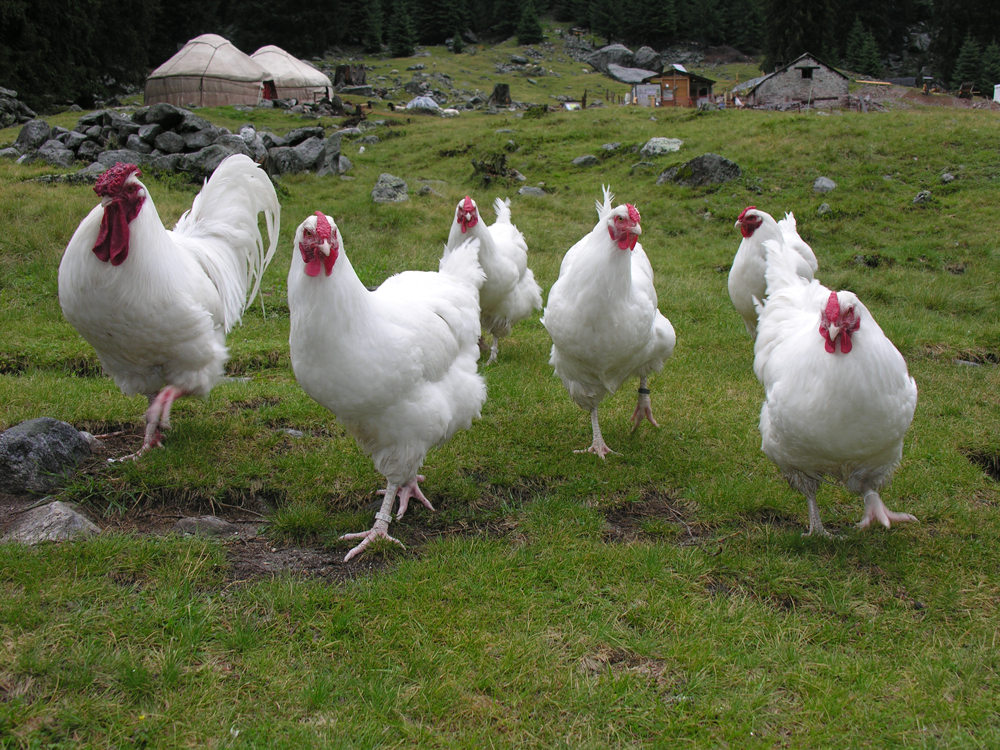
Poule suisse

## Autres races
- Abeille noire du pays[14]
- Canard de Poméranie[15]
- Oie de Diepholz[16]
- Porc laineux[17]